# Nick Dunning
| Nick Dunning                              | Nick Dunning                                        |
| Kattints az alábbi külső linkek egyikére! | Kattints az alábbi külső linkek egyikére!           |
| ----------------------------------------- | --------------------------------------------------- |
| Nem található szabad kép.(?)              |                                                     |
| külső link · jogvédett                    | Thomas Boleyn szerepében a „Tudorok” tévésorozatban |

Nicholas „Nick” Dunning, (Wexford, Wexford megye, Írország vagy London, Egyesült Királyság 1956/1957 vagy 1959) brit (ír) színpadi és filmszínész, forgatókönyvíró. Ismert szerepe Thomas Boleyn alakítása a Tudorok tévésorozatban.

## Élete

### Származása, tanulmányai
Egy észak-londoni magániskolába (Coppets Wood Primary School) járt, majd 1968-ban a Woodhouse Grammar School-ban tanult North Finchley-ben (Nagy-London egyik kerületében). 1970 körül Southgate-be költöztek, ekkor az ottani Minchenden School-ba íratták át.
1977-ben végzett a londoni Royal Academy of Dramatic Art (RADA) színiakadémián, kiváló („Dip Hons”) eredménnyel. Végzéskor elnyerte a legígéretesebb ifjú színésznek járó Ronson-díjat.

### Színészi pályája
A londoni West End Theatre és a dublini Gate Theatre színpadain kezdte színészi pályáját. Kétszer is elnyerte az The Irish Times által 1997-ben alapított színházi díjat (Irish Times Theatre Awards). Közben dolgozott a londoni Royal Shakespeare Company, a Royal National Theatre és a Royal Court Theatre társulatában is.
1982-ben kapta első kisebb filmszerepeit, a Strangers c. televíziós sorozatban és a Remembrance c. filmdrámában. (A stáblistán elírták a nevét, „Durring”-nak). Később több kalandfilmben szerepelt. 2004-ben Attaloszt alakította Oliver Stone Nagy Sándor, a hódító c. történelmi filmsorozatában. Legismertebb szerepeinek egyike Thomas Boleyn alakítása a BBC és az ír TV3 által sugárzott Tudorok c. történelmi sorozatban (2007). Ezért az alakításáért elnyerte a legjobb férfi mellékszereplőnek járó Ír Film- és Televíziós Díjat (IFTA). Szerepelt több népszerű brit televíziós show-műsorban, majd a Kisvárosi gyilkosságok bűnügyi sorozat A halál árnyékában c. epizódjában, és a Coronation Street-ben. Jelenleg (2020) a dublini Gate Theatre színpadán, a Veszedelmes viszonyokban szerepel.
Foglalkozott forgatókönyvírással is, két könyvet írt a forgatókönyvírás mesterségéről. Az általa alapított www.screenwritingonthenet.com online forgatókönyvíró fórum fejlesztését vezette. (A website később megszánt). A BBC-2 számára megírta Terry Johnson rendező The Lorelei c. filmjének forgatókönyvét. Hírek szerint jelenleg (2020) színdarabot ír a Gate Theatre számára és leszerződött egy forgatókönyvre egy független televízióval és annak rendezőjével. Egyik fontos szereplője a 2020-ban futó Miss Scarlet and the Duke című bűnügyi televíziós filmsorozatnak Kate Phillips és Stuart Martin mellett.

### Magánélete
1992-ben vette feleségül Lise-Anne McLaughlint, két leányuk született, Kitty és Phoebe. Családjával Dublin elővárosában, Dalkey-ban él.

## Főbb filmszerepei
- 1982: Strangers, tévésorozat
- 1982: Remembrance
- 1990–1992: El C.I.D., bűnügyi tévésorozat; díler
- 1991: London megöl engem (London Kills Me); Faulkner
- 1993: Resnick: Rough Treatment, tévéfilm; Tony Byard
- 1997: Rejtély Rodoszon (Into the Blue), tévéfilm; Jack Cornelius
- 1993–1997: Baleseti sebészet (Casualty), Brian Harper / Jack Paice
- 1998: Coronation Street, tévésorozat; Mr. Gillatt
- 1998: A hiúság vására (Vanity Fair); Wenham
- 1999: Kisvárosi gyilkosságok (Midsomer Murders), tévésorozat, A halál árnyékában c. epizód, Ian Eastman
- 1999: Holby Városi Kórház (Holby City), tévésorozat, Mark Simpson
- 2002: Amerikában (In America); nőgyógyász
- 2002: Terrorkommandó (Ultimate Force), tévésorozat; Smith
- 2003: Egy igaz hazafi (Benedict Arnold: A Question of Honor), tévéfilm; Sir Henry Clinton
- 2004: Nagy Sándor, a hódító (Alexander); Attalosz
- 2005: Linley felügyelő nyomoz (The Inspector Lynley Mysteries); Lawrence Chilcott
- 2007: Kísért a múlt (Waking the Dead); Declan Keane
- 2007: Édes fiam, Jack (My Boy Jack), tévéfilm; Ferguson ezredes
- 2007–2008: Tudorok (The Tudors), tévésorozat, Thomas Boleyn
- 2008: IRA – Sétáló hullák (Fifty Dead Men Walking); orvos
- 2009: Az igazság nyomában (Triage); Dr. Hersbach
- 2010: Foyle háborúja (Foyle’s War); tévésorozat, Harry Delmont
- 2011: A Vaslady (The Iron Lady); Jim Prior
- 2012: Hatfields & McCoys, tévé-minisorozat; Dyke Garrett prédikátor
- 2007–2008: Da Vinci démonai (Da Vinci’s Demons); Lupo Mercuri
- 2017: Brown atya (Father Brown); William Bayley
- 2018: Point of no Return; William Napier
- 2020: Miss Scarlet and the Duke; bűnügyi tévésorozat; Stirling rendőr-főfelügyelő

## További információ
- Nick Dunning a PORT.hu-n (magyarul)
- Nick Dunning az Internetes Szinkronadatbázisban (magyarul)
- Nick Dunning az Internet Movie Database-ben (angolul)
- Nick Dunning a Rotten Tomatoeson (angolul)
- Nick Dunning az AlloCiné weboldalán (franciául)
- Nick Dunning Profile. Famousfix.com. (Hozzáférés: 2023. január 18.)